# Sulcascaris sulcata
Sulcascaris sulcata is een rondwormensoort uit de familie van de Anisakidae. De wetenschappelijke naam van de soort is voor het eerst geldig gepubliceerd in 1819 door Rudolphi.